# Sentimientos ajenos
A Sentimientos ajenos (magyarul: Idegen érzések) egy mexikói telenovella, amit a Televisa készített 1996 és 1997 között. 

## Történet
Sofía de la Huerta Herrera (Yolanda Andrade) egy fiatal és jólelkű fiatal festőnő, aki beleszeret Renato Aramendiába (Carlos Ponce). A szerelemi érzéseivel azonban kiváltja saját húgának, Leonornak (Chantal Andere) a gyűlöletét. Renatóról még azt sem sejti, hogy egy betegesen féltékeny férfi.
Leonor mindent megtesz azért, hogy Sofía és Renato házasságát tönkre tegye. Leonor minden áskálódása és erőlködése ellenére sem bomlik fel a házasság, emiatt elrabolja saját nővérét, Sofíát. Leonor közben beleszeret Humbertóba (Javier Ortiz) egy erőszakos és heves férfiba, mindezt úgy hogy Sofía személyiségét és álarcát veszi fel. Amikor Renato leleplezi Leonor félrelépését - akiről azt hiszi hogy Sofía - , akkor kidobja a valódi Sofíat a házból és magához veszi közös fiukat.
Sofíának összezavartan és szenvedve kell harcolnia hogy újjáépítse az életét, anélkül, hogy tudná a legfőbb ellensége a saját húga. Sofía életében megjelenik egy férfi, Miguel Ángel (Manuel Landeta), aki úgy tűnik képes feledtetni Renatót.

## Szereposztás
- Yolanda Andrade - Sofía de la Huerta Herrera
- Chantal Andere - Leonor de la Huerta Herrera
- Carlos Ponce - Renato Aramendia
- Olivia Bucio - Eva Barrientos
- Arsenio Campos - Joaquín
- Mario Cimarro - Ramiro
- Lourdes Deschamps - Raquel
- Isaura Espinoza - Aurora Mendiola
- Ernesto Godoy - Gerardo Barrientos
- Carmelita González - Inés
- Susana González - Norma Herrera
- Aarón Hernán - Andrés Barrientos
- Gloria Izaguirre - Lucha
- Manuel Landeta - Miguel Ángel
- Ana Bertha Lepe - Teresa
- Adalberto Martínez - Pedro
- Orlando Miguel - Darío Mendiola
- Marcela Matos - Malena
- Edith Márquez - Marcela
- Javier Ortiz - Humberto
- Katia del Río - Delia
- Héctor Sáez - Fernando
- Edi Xol - Felipe Bonilla
- Gabriela Arroyo - Judith
- José Elías Moreno - José María de la Huerta
- Antonio Miguel - Padre Efraín
- Dina de Marco - Donata
- Dolores Beristáin - Graciela
- José Viller - Ernesto
- Marisol del Olmo - Lupita
- Eduardo Lugo - Don Jesús
- Alejandra Jurado - Amalia
- Gustavo Negrete
- Enrike Palma
- Héctor Rubio
- Tomás Leal
- Sergio Márquez
- Fernanda Franco
- Manuel Cepeda
- José Luis Llamas
- Susana Contreras
- Rubén Gondray

## Díjak és jelölések

### TVyNovelas-díj1997
| Kategória                      | Jelölt              | Eredmény  |
| ------------------------------ | ------------------- | --------- |
| Legjobb telenovella            | José Alberto Castro | Jelöltség |
| Legjobb női gonosz             | Chantal Andere      | Nyertes   |
| Legjobb férfi főmellékszereplő | Carlos Ponce        | Nyertes   |